# Samsung B3210
De Samsung B3210 (ook bekend als de Genio QWERTY) is een mobiele telefoon (GSM) die in oktober 2009 werd uitgegeven door Samsung. Hij heeft een 2 MP camera en een 2.2-inch TFT-scherm. De slogan van deze mobiele telefoon is "I am not a number" (Ik ben geen nummer).